# Kostrena

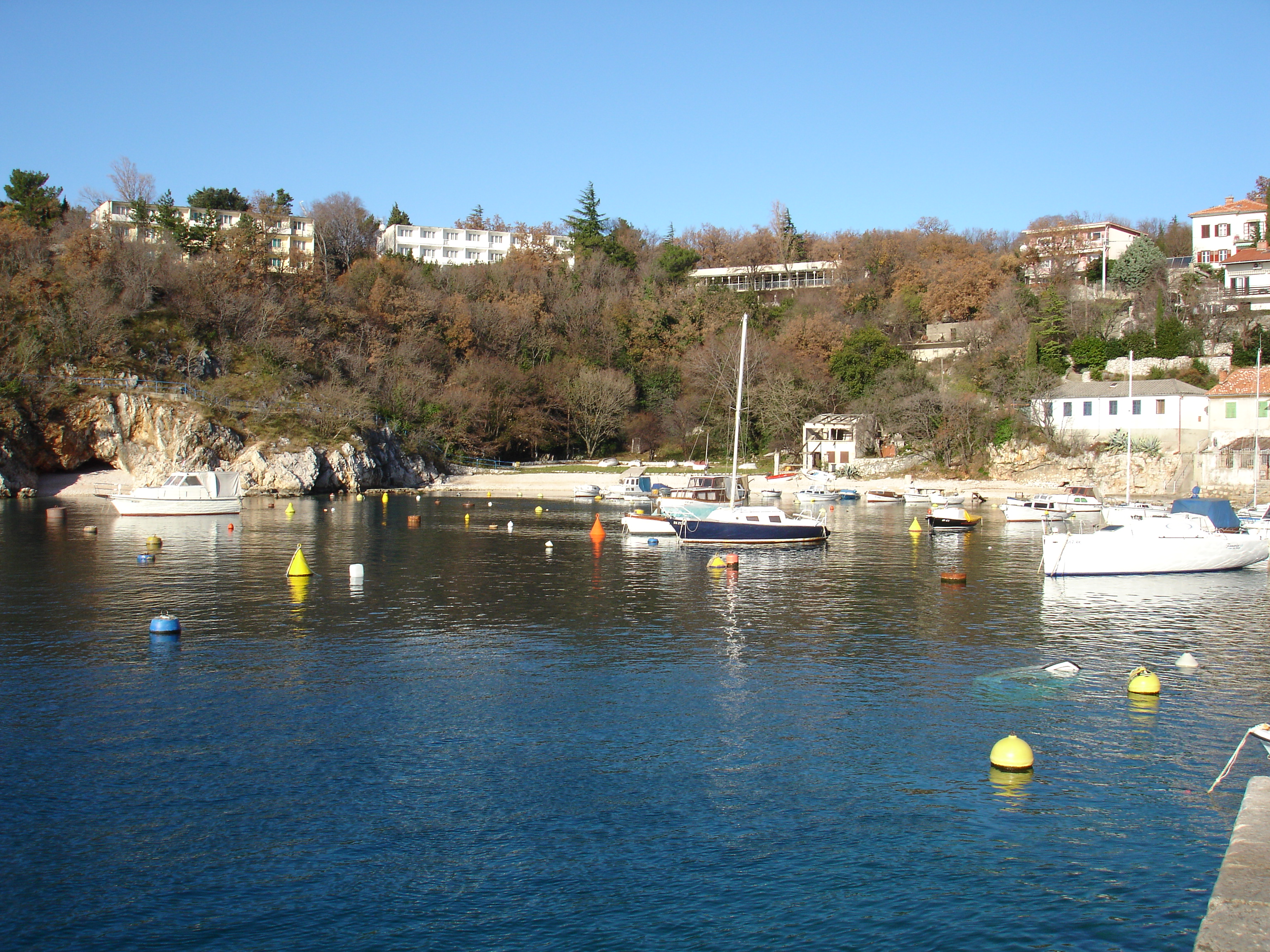
Vesnice Žurkovo

Kostrena (italsky Costrena) je opčina a přímořské letovisko v Chorvatsku v Přímořsko-gorskokotarské župě. Nachází se mezi městy Bakar a Rijeka, asi 7 km jihozápadně od Rijeky. V roce 2001 žilo v Kostreně 4 319 obyvatel.
Opčina zahrnuje celkem 19 vesnic. Největší vesnicí je Paveki, v níž žije 876 obyvatel.
- Doričići – 44 obyvatel
- Dujmići – 79 obyvatel
- Glavani – 490 obyvatel
- Kostrena Sveta Barbara – 3 obyvatelé
- Kostrena Sveta Lucija – 682 obyvatel
- Maračići – 56 obyvatel
- Martinšćica – 20 obyvatel
- Paveki – 876 obyvatel
- Perovići – 32 obyvatel
- Plešići – 29 obyvatel
- Randići – 128 obyvatel
- Rožići – 24 obyvatel
- Rožmanići – 201 obyvatel
- Šodići – 405 obyvatel
- Šoići – 31 obyvatel
- Urinj – 128 obyvatel
- Vrh Martinšćice – 493 obyvatel
- Žuknica – 162 obyvatel
- Žurkovo – 14 obyvatel

Nejdůležitější silnicí v opčině je silnice D8.